# Berchtesgaden
Berchtesgaden je mesto in sedež istoimenske občine z okoli 8.000 prebivalci, v nemških Bavarskih Alpah, Nahaja se na južnem koncu bavarske pokrajine Berchtesgadener Land, v bližini meje z Avstrijo, okoli 30 km južno od Salzburga in 180 km jugovzhodno od Münchna, severno od Narodnega parka Berchtesgaden.
Berchtesgaden pogosto povezujejo z goro Watzmann, ki je z nadmorsko višino 2713 m tretja najvišja gora v Nemčiji (za Zugspitze and Hochwanner), katera med plezalci slovi po svoji Ostwand (vzhodni steni). Znano je tudi bližnje globoko ledeniško Kraljevo jezero, nemško: Königssee, ki meri (5,2 km²). Drugi opazen očak v okolici je gora Kehlstein (1835 m) na kateri stoji hitlerjevo Orlovo gnezdo, nemško: Kehlsteinhaus.
Berchtesgadnu sosednja mesta so Bischofswiesen, Marktschellenberg, Ramsau in Schönau na Kraljevem jezeru.

## Zgodovina
Prvi zgodovinski zapis o Berchtesgadnu sega v leto 1102 , v njem se omenjajo njegova bogata najdišča soli. Dohodki Berchtesgadna so bili nekdaj večinoma odvisni od prodaje soli iz tamkajšnjega rudnika. Mesto je bilo neodvisno "Fürstpropstei" do uveljavitve sprejete resolucije "Reichsdeputationshauptschluss" iz 25. februarja 1803. Med Napoleonskimi vojnami je Berchtesgaden večkrat prehajal z ene strani na drugo. Salzburg je od nekdaj imel svoje interese glede Berchtesgadna in francoske čete so Berchtesgaden po sklenjenem Bratislavskem miru zasedle zgolj za kratek čas. Berchtesgaden je pod oblast bavarskih kraljev prišel leta 1810 in postal zelo priljubljen pri bavarski kraljevi rodbini, katere člani so pogosto obiskovali Kraljevo jezero in v mestu imeli tudi svojo lovsko rezidenco. Razcvet turizma je privabil tudi številne umetnike, iz tistih časov se poroča o "Malereck"-u (literarno: slikarskem kotičku) na obali Kraljevega jezera. Najbolj znani umetnik, ki je nekdaj živel in delal v Berchtesgadnu, je bil Ludwig Ganghofer.

## Berchtesgaden danes

### Obersalzberg
Na tem področju lahko še vedno najdemo ostanke iz obdobja nacistične vladavine, četudi jih je le nekaj dobro ohranjenih. Še vedno stoji Kehlsteinhaus (vzdevek »Orlovo gnezdo« je stavbi dal francoski diplomat), ki je bil zgrajen za 50. rojstni dan Adolfa Hitlerja leta 1939. 
Ostanki zgradb nekdanjih nacističnih veljakov, Berghof Adolfa Hitlerja, hiše Hermanna Göringa in Martina Bormanna ter drugih, so bile vse odstranjene v letih po 2. svetovni vojni. 
Konec vojne je dočakal Platterhof, ki je nato služil za namestitev vojakov ZDA, pod imenom hotel General Walker. Stavba je bila porušena leta 2000, od nje je ohranjen le manjši del. Edina ohranjena stavba iz tistega obdobja, poleg Orlovega gnezda je nekdanji štab enot SS, sedaj Hotel Zum Türken. Gorski informacijski center je v nekdanjem gostišču Höher Göll. Tam je tudi vhod v deloma ohranjeni sistem bunkerjev na Obersalzbergu.